# Будьонновски терористичен акт
Терористичният акт в гр. Будьонновск е атака на група чеченски терористи с последващо завземане на болницата и вземане на заложници на 14-19 юни 1995 година.
Група терористи с численост 195 души начело с Шамил Басаев взема повече от 1600 заложници в болницата в Будьонновск с цел да принуди руските власти да прекратят военните действия в Чечня и да започнат преговори с Джохар Дудаев. За атака на сградата и освобождаване на заложниците са привлечени елитни спецподразделения на Русия. Следват два неуспешни щурма. След провала им и последвалите преговори, руските власти се съгласяват да дадат възможност на терористите безпрепятствено да се измъкнат, ако те освободят взетите заложници. Терористичната група на Басаев се връща в Чечня. В резултат на трагедията загиват 129 души, 415 са ранени.
Директорите на ФСС Сергей Степашин и шефът на Министерството на вътрешните работи на Руската Федерация Виктор Ерин след провала на операцията по освобождаване на заложниците, в знак на протест срещу безграмотното управление на Черномидрин, подават оставка. По данни от 14 юни 2005 30 души от терористите участвали в нападението са ликвидирани, а още 20 са задържани. През 2006 година един от участвалите чеченски терористи Нур-Магомед Хатуев е осъден на 12 години затвор.
Терористите след напускане на болницата се придвижват в автобус със спуснати щори и пътуват през Кавказ като победители, което предизвиква като последствие силен подем на терористични движения в Северен Кавказ.